# Simris
Simris är en tidigare tätort i Simrishamns kommun i Skåne län och kyrkby i Simris socken, belägen på Österlen sydväst om Simrishamn. Vid 2015 års tätortsavgränsning hade bebyggelsen vuxit samman med Simrishamns tätort.
Simris är en bostadsort med få egna näringar. I orten ligger Simris kyrka.
Simris hade tidigare en kooperativ butik som drevs av en lokal konsumentförening. Simris handelsförening konstituerades den 24 maj 1912 och kunde öppnade sin affär den 1 december 1912. Föreningen hade även postexpedition tills denna drogs in i december 1967. Föreningen trädde i likvidation 1970.

## Befolkningsutveckling
| Befolkningsutvecklingen i Simris 1960–2010 | Befolkningsutvecklingen i Simris 1960–2010 | Befolkningsutvecklingen i Simris 1960–2010 | Befolkningsutvecklingen i Simris 1960–2010 | Befolkningsutvecklingen i Simris 1960–2010 |
| ------------------------------------------ | ------------------------------------------ | ------------------------------------------ | ------------------------------------------ | ------------------------------------------ |
|                                            |                                            |                                            |                                            |                                            |
| År                                         |                                            |                                            | Folkmängd                                  | Areal (ha)                                 |
| 1960                                       | 1960                                       |                                            | 319                                        |                                            |
| 1965                                       | 1965                                       |                                            | 297                                        |                                            |
| 1970                                       | 1970                                       |                                            | 299                                        |                                            |
| 1975                                       | 1975                                       |                                            | 273                                        |                                            |
| 1980                                       | 1980                                       |                                            | 261                                        |                                            |
| 1990                                       | 1990                                       |                                            | 248                                        | 26                                         |
| 1995                                       | 1995                                       |                                            | 232                                        | 26                                         |
| 2000                                       | 2000                                       |                                            | 243                                        | 26                                         |
| 2005                                       | 2005                                       |                                            | 235                                        | 26                                         |
| 2010                                       | 2010                                       |                                            | 211                                        | 26                                         |
| Anm.: Sammanvuxen med Simrishamn 2015.     |                                            |                                            |                                            |                                            |